# Ammi Asaf
Ammi Asaf (hebr.: עמי אסף, ang.: Ami Assaf, ur. 22 lipca 1903 w Rosz Pina, zm. 17 maja 1963) – izraelski polityk, w latach 1949–1963 poseł do Knesetu z listy Mapai.
W pierwszych wyborach parlamentarnych w 1949 po raz pierwszy dostał się do izraelskiego parlamentu. Zasiadał w Knesetach I, II, III, IV i V kadencji. Mandat po jego śmierci objął Mordechaj Zar.